# 圣利耶拉福雷
圣利耶拉福雷（法語：Saint-Lyé-la-Forêt，法語發音：[sɛ̃ lje la fɔʁɛ]）是法国卢瓦雷省的一个市镇，位于该省西部偏北，属于奥尔良区。

## 地理
圣利耶拉福雷（48°2'24"N, 1°58'55"E）面积27.22 平方千米，位于法国中央-卢瓦尔河谷大区卢瓦雷省，该省份为法国中北部省份，北起埃松省，西北接厄尔-卢瓦省，西南接卢瓦-谢尔省，南至涅夫勒省和谢尔省，东临约讷省，东北接塞纳-马恩省。
与圣利耶拉福雷接壤的市镇（或旧市镇、城区）包括：布日莱讷维尔、比西勒鲁瓦、尚托、舍维伊、勒布雷希安、特里奈、维勒罗。

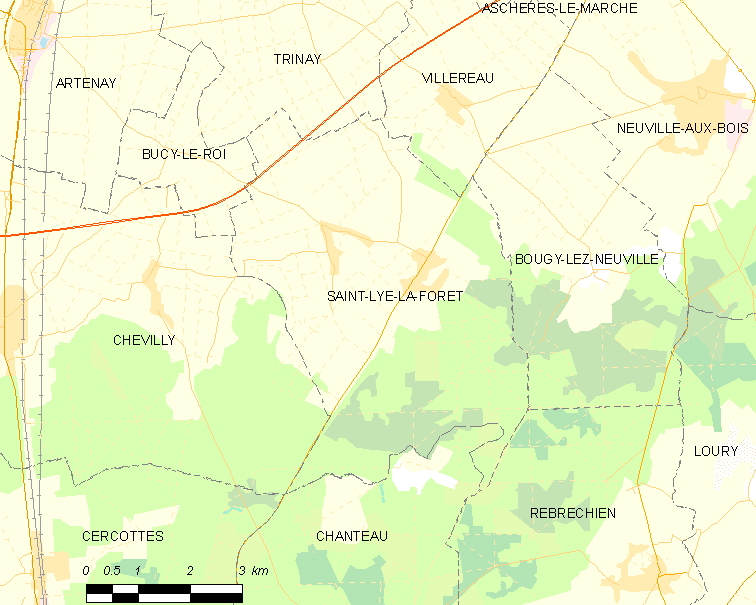
圣利耶拉福雷的OSM定位图

圣利耶拉福雷的时区为UTC+01:00、UTC+02:00（夏令时）。

## 行政
圣利耶拉福雷的邮政编码为45170，INSEE市镇编码为45289。

## 政治
圣利耶拉福雷所属的省级选区为皮蒂维耶县。

## 人口

1962-2008年间圣利耶拉福雷人口变化图示

圣利耶拉福雷于2022年1月1日时的人口数量为1235人。